# Jama mapun
Els jama mapun ("poble de mapun") és un poble musulmà de les Filipines, que viu a l'illa Cagayan de Sulu, illa a la que anomenen Tana Mapun (Terra Mapun). També viuen alguns a les illes Bugsuk i les petites illes entre Bugsuk i Cagayan de Sulu.
L'illa de Cagayan de Sulu fou visitada per mercaders àrabs al segle xiii i van convertir fàcilment als jama mapun. Després del segle xv els musulmans del sud de les Filipines es van orientar cap a dos gran poders: el sultanat de Maguindanao (amb els maguindanaos, els maranaos i els sangil) i el sultanat de Sulu (amb els tausug, samal, badjao, yakan, molbog, palawani i jama mapun). Encara que no existia una noblesa local de naixement, es va crear una noblesa per posició política o per riquesa.
Al segle xix els espanyols van veure perillar el seu imperi per la presència d'holandesos i britànics; al·legant les pirateries dels samal, els espanyols van decidir annexionar el soldanat de Sulu i el 1851 van fer una campanya contra l'establiment samal de Tungkil; altres acciones van seguir fins al 1876 quan el soldà va demanar l'aliança espanyola. El 1878 el soldà Jama ul-Azam, va signar un tractat de pau que feia a Sulu un protectorat del govern de Madrid però garantia l'autonomia en els afers interns i les activitats comercials. Els jama mapun van quedar inclosos dins la zona del protectorat.
Quan van arribar els americans (1899) es van confiscar les armes dels jama mapun i es va prohibir l'esclavatge, el que va liquidar la societat del poble tal com havia estat fins llavors; els pobles i llogarets foren reduïts a l'estatus de "barrios" i els caps van esdevenir simplement capitans de barri. Durant tot el segle XX la pèrdua de drets i influència fou general com a tots els pobles musulmans de les Filipines. El 1989 van quedar dins la Regió Autònoma del Mindanao Musulmà.